# Mayakovski
Mayakovski (en arménien Մայակովսկի) est une communauté rurale du marz de Kotayk, en Arménie. Elle compte 2 096 habitants en 2008.